# Raise Your Sword!
Raise Your Sword! è il terzo EP del gruppo black metal polacco Graveland.
Dell'EP sono state anche pubblicate 888 copie in LP.

## Tracce
1. Till the Final Death – 9:51
2. Temple of my Hatred – 10:16
3. W Objecia Smierci – 9:18

## Formazione
- Rob Darken - voce, tutti gli strumenti